# Alfred Oppenheim (Maler)
Alfred Nathaniel Oppenheim (geboren 7. Juli 1873 in Frankfurt am Main; gestorben 14. Juli 1953 London) war ein deutscher Künstler.

## Leben
Alfred Nathaniel Oppenheim war der Enkel des Malers Moritz Daniel Oppenheim. Der Großvater porträtierte den dreijährigen Enkel 1876 mit dem Struwwelpeter in der Hand.
Er studierte ab 1890 an der Frankfurter Städelschule und ab 1894 an der Akademie in München. Anschließend ging er nach Paris und kehrte 1900 nach Frankfurt am Main zurück. Neben seiner Tätigkeit als Maler war er auch als Bijoutier kunstgewerblich tätig und wurde ein Fachmann auf dem Gebiet der ostasiatischen Kunst. Oppenheim bearbeitete ab 1919 die Kataloge des Kunstauktionshauses Hugo Helbing.

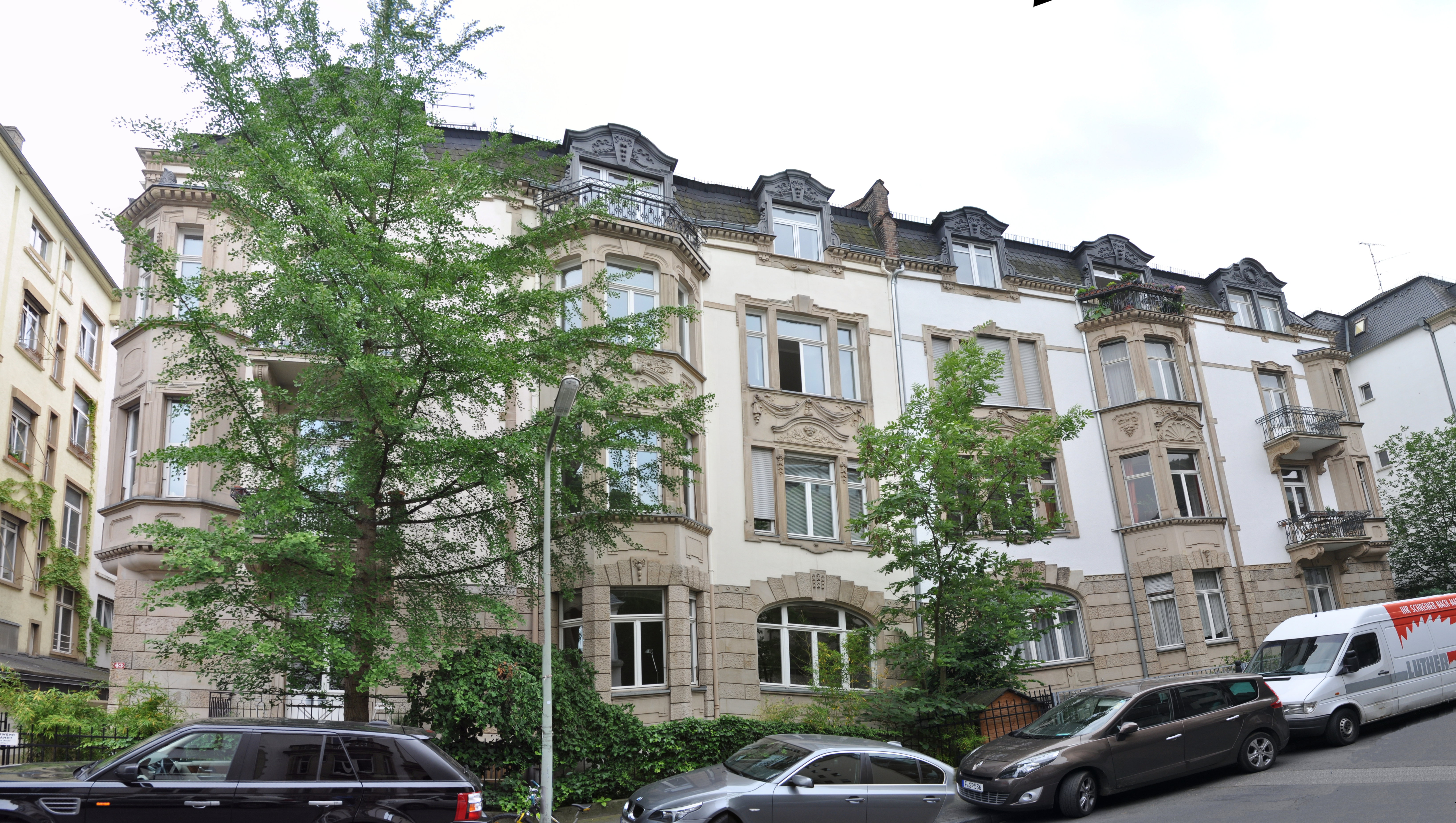
Alfred Oppenheim wohnte im Haus rechts, in der Eppsteiner Straße 45

1924 erschienen bei der Frankfurter Verlagsanstalt die Erinnerungen an seines Großvaters Moritz Oppenheim. Seine eigene Kunstsammlung umfasste französische Kunst des 19. Jahrhunderts und Asiatika. Gemeinsam mit Maximilian von Goldschmidt-Rothschild und Martin Flersheim verließ er 1935 den Kunstgewerbeverein. 1939 emigrierte er nach London. Die Arisierung seiner Sammlung wurde 1943 von Ernst Holzinger, dem damaligen Direktor des Städel Museums durchgeführt, der diese nicht versteigern ließ, sondern anstrebte, sie dem städtischen Besitz einzuverleiben. Darunter befand sich auch das Porträt mit dem Struwwelpeter. Nach der Rückgabe der Sammlung schenkte Oppenheim zwei seiner eigenen Werke dem Städel.
2009 brachte die Deutsche Post eine Briefmarke mit Oppenheims Plakatmotiv zur Internationalen Luftschiffahrt-Ausstellung in Frankfurt 1909 (ILA) heraus. Das Museum der Weltkulturen zeigte 2018 Vitrinen seiner ehemaligen Kunstsammlung.

## Werk

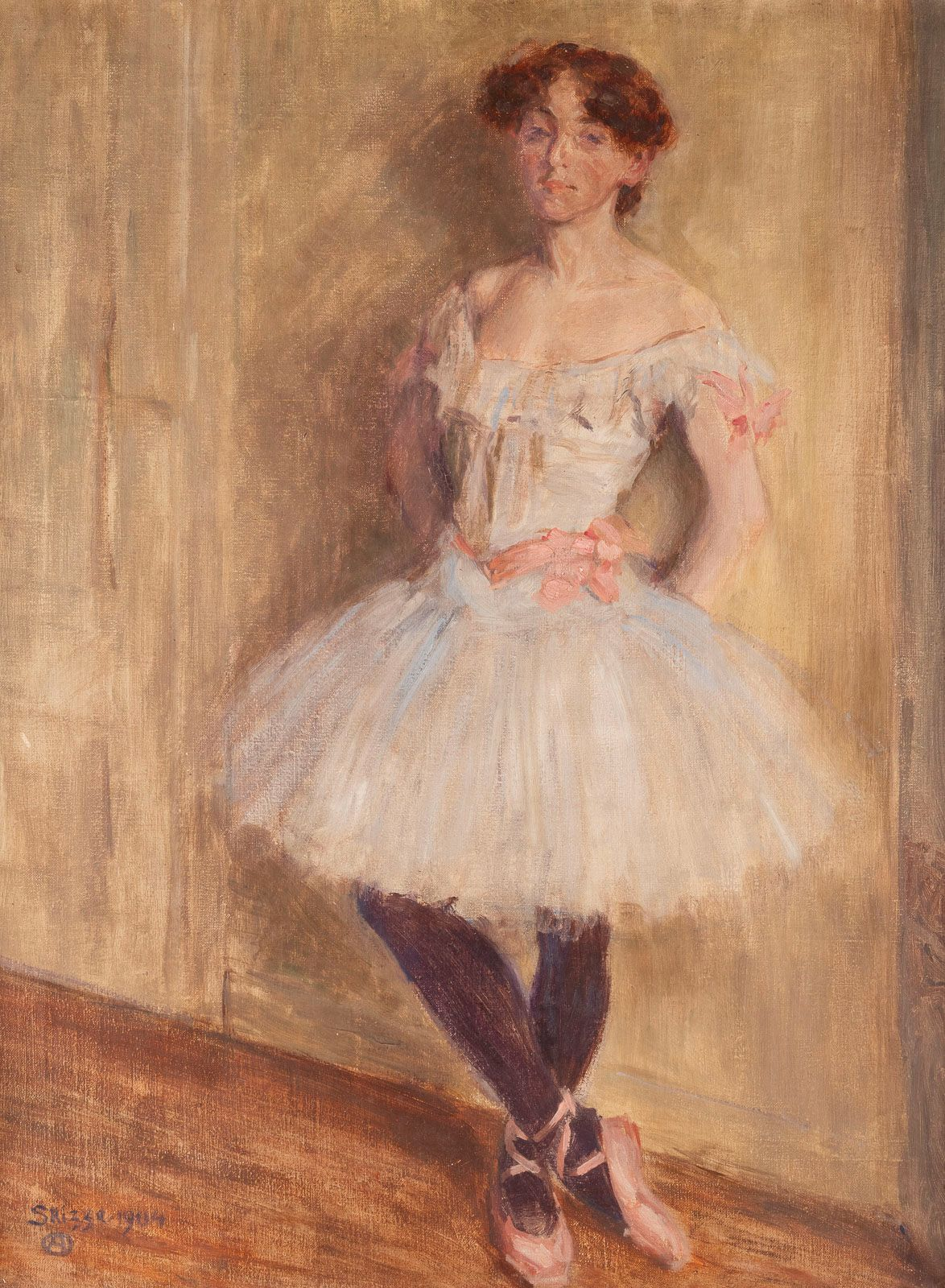
Ballerina (1904)

Obwohl Alfred Oppenheim als Künstler erfolgreich war, etwa als Porträtist des Frankfurter Großbürgertums, ging er weiteren Tätigkeiten nach. In Paris zum Schmuckgestalter ausgebildet, blieb er dem stark floralen französischem Jugendstil treu, was zu jener Zeit in Deutschland eine Ausnahme darstellte.
Auch als Künstler finden sich französische Züge in seinem Werk, wenngleich er eher dem Deutschen Impressionismus zuzuordnen ist. Neben den Porträts des Großbürgertums widmete er sich insbesondere seiner Heimatregion um Frankfurt. Heuberger und Merk sehen Oppenheim als „hinsichtlich Sujet und malerischem Duktus ganz in den modernen künstlerischen Bewegungen“.

## Werke (Auswahl)
- Feuersalamander, gezeigt auf der Deutschen Kunstausstellung, Dresden 1899
- Zyklus: Bilder aus St. Cloud und Versailles
- Porträt Alexander Crailsheim, Dr. Senckenbergische Stiftung, Inv. Nr. 157
- St. Nikolas-Turm in Turnes, 1902
- Hund, Jahresausstellung der Frankfurter Künstler, 1903
- Selbstbildnis, 1903, Öl/Lwd., 76 × 66 cm, Historisches Museum Frankfurt, bezeichnet als Selbstporträt auf der Jahresausstellung der Frankfurter Künstler, 1903
- London Ballerina, 1904, Öl/Lwd., 81 × 61 cm, Deutsches Tanzarchiv Köln
- Goldregen, 1909, Museum Wiesbaden
- Porträt Ludwig Rosenmeyer, 1908, Jüdisches Museum Frankfurt
- Porträt Dr. Z., 1908
- Porträt Martha Flersheim (Rötelzeichnung)
- Alte Mainbrücke, 1909, Öl/Lwd., 46 × 66,5 cm, Historisches Museum Frankfurt
- Blumenstilleben, Jahresausstellung der Frankfurter Künstler, 1910
- Sommerlicher Garten mit Pavillon, 1910, Öl/Lwd., 37,8 × 46 cm, Sammlung Giersch
- Fruchtstück, Jahresausstellung der Frankfurter Künstler, 1911
- Bahnstrecke bei St. Cloud, Frühjahrsausstellung des Frankfurter Kunstvereins 1913
- Stilleben in Rot, Frühjahrsausstellung des Frankfurter Kunstvereins 1913
- Stilleben mit blauen Trauben, Frühjahrsausstellung des Frankfurter Kunstvereins 1913
- Pflaumen auf Silberplatte, 1917, 38 × 46,5 cm, gemalt während eines Aufenthalts auf Jersey
- Motiv bei Ginnheim
- Tal von Mammolshain
- Weiblicher Halbakt
- Plakat für die Internationale Luftschiffahrt-Ausstellung Frankfurt 1909, 2009 als Briefmarke der Deutschen Post neu herausgegeben.
- Plakat für die Große Kunstausstellung zu Cöln, Wettbewerbsbeitrag 3. Preis
- Bildnis des Malers Alfred Nathaniel Oppenheim (1873–1953) in altdeutscher Tracht. Inv. Nr. SG 1 1 34. Öl auf Leinwand auf Pappe, 38,9 × 30,3 cm, Städelmuseum Frankfurt
- Werke aus dem Besitz von Fritz Hallgarten, darunter:  Bauernhof in Franken und Gartenwirtschaft.
- Bewaldetes Tal (Cassis), 1927, 25 × 35,8 cm, (Tuschezeichnung) Städelmuseum Frankfurt
- Fulham Road Jewish Cemetery, 1934–37. Bühnenbildentwurf für Stefan Zweig.

## Ausstellungen
- 1906: Deutsche Kunstausstellung in der „Flora“, Köln
- 1906: Salon d’Automne. 4e Exposition, Paris
- 1906: Galerie Heinemann
- 1911: Kollektionen von Ines Wetzel und Alfred Oppenheim, Kunstsalon Schames
- 1911: Ausstellung des Verbandes der Kunstfreunde in den Ländern am Rhein, Kunsthaus Zürich
- 1912: Schneiders Kunstsalon Frankfurt
- 1913: LIA. Leipziger Jahresausstellung 1913 als Bestandteil der Internationalen Baufach-Ausstellung
- Frankfurter Kunstverein
- 1999: Alfred Oppenheim (1869–1921) – Bijoutier, Maler, Sammler. Historisches Museum Hanau – Schloß Philippsruhe
- 2014: Die andere Moderne, Kunst und Künstler in den Ländern am Rhein 1900 bis 1922, Museum Giersch

## Die Sammlung Alfred Oppenheim
Alfred Oppenheim setzte die Kunstsammlung seines Vaters Daniel Guido Oppenheim fort, insbesondere Ostasiatika und französische Kunst des 19. Jahrhunderts an, wie sie damals nur ein paar Industrielle besaßen, für ihn stand jedoch die Erforschung der Objekte im Vordergrund, er wurde auch als Experte herangezogen.
Nachdem er nach London emigriert war, wurde seine Sammlung eingelagert. Darunter befanden sich auch Werke des Großvaters. Ein halbes Jahr vor der 11. Verordnung zum Reichsbürgergesetz wurde Oppenheims Besitz, der bei einer Spedition lagerte, 1941 von der Gestapo beschlagnahmt. 1943 wurde diese vom Städeldirektor Ernst Holzinger gesichtet, es war die bedeutendste Sammlung, mit der er als Sachverständiger konfrontiert wurde. Er entschied sich gegen eine Zerlegung und Verkauf und bemühte sich darum, diese als Ganzes in den Besitz der Stadt zu überführen. Ob dies in der Absicht geschah, die Sammlung zu retten, ist umstritten, man geht im Allgemeinen von einem „Raub“ aus. Oppenheim bekam die Sammlung nach 1945 zurück, er bedankte sich auch schriftlich über den Umgang.
Die Erben Alfred Oppenheims verkauften die ihnen verbliebenen Teile des Nachlasses 1958 an das Israel-Museum in Jerusalem. Die Mittel wurden aufgebracht von den British Friends of the Art Museums of Israel.